# Rose O'Salem Town
Rose O'Salem Town è un cortometraggio muto del 1910 diretto da David W. Griffith. Prodotto e distribuito dalla Biograph Company, il film - girato al Delaware Water Gap, New Jersey - uscì nelle sale cinematografiche statunitensi il 26 settembre 1910. Aveva come interpreti Dorothy West, Clara T. Bracy, Henry B. Walthall, George Nichols, William J. Butler, Verner Clarges, Edward Dillon.

## Trama
A Salem, nel Massachusetts, verso la fine del XVII secolo, una giovane fanciulla vive in riva al mare con la madre, una donna anziana che si guadagna da vivere curando i malati del villaggio e leggendo la fortuna. La ragazza è conosciuta dagli abitanti come "la fanciulla del mare", per il suo legame con l’oceano e per la sua abitudine di passare le giornate tra le rocce della costa. Quando un trapper giunge nella zona guidato da un giovane Mohawk e scopre per la prima volta il mare, resta affascinato dalla ragazza, e tra i due nasce un sentimento destinato a fiorire rapidamente. Purtroppo, l’innocenza e la libertà della giovane attirano anche l’attenzione di un puritano, ipocrita e autoritario, che tenta invano di conquistarla. Respinto con fermezza, l’uomo medita vendetta. In breve, con il pretesto della lotta alla stregoneria e facendo leva sulla superstizione collettiva, accusa sia la ragazza che la madre di essere delle streghe. L’accusa, per quanto infondata, trova terreno fertile in un clima dominato da paura e isteria. Le due donne vengono imprigionate e condannate alla pena capitale, mentre il giovane trapper cerca disperatamente aiuto dai Mohawk per salvarle. Nel frattempo, la madre subisce per prima il tragico destino, mentre la figlia, ancora prigioniera, continua a opporsi all’ipocrita puritano. La sua resistenza suscita la vendetta finale dell’uomo ma proprio nel momento più buio, quando tutto sembra perduto, il trapper torna con l’aiuto dei suoi alleati nativi per compiere un'azione audace e decisiva.

## Produzione
Il film fu prodotto dalla Biograph Company.

## Distribuzione
Distribuito dalla Biograph, il film - un cortometraggio di una bobina - uscì nelle sale cinematografiche statunitensi il 26 settembre 1910.